# Карано, Джина
Джи́на Джой Кара́но (англ. Gina Joy Carano; род. 16 апреля 1982 года, округ Даллас, Техас, США) — американский боец ММА, актриса
 и модель. Карано участвовала в шоу «Американские гладиаторы».

## Ранние годы
Родилась в округе Даллас, штат Техас, став вторым ребёнком в семье Гленна Карано, профессионального американского футболиста, и Даны Кейсон. Помимо Джины, в семье Карано ещё две дочери.
Окончила христианскую школу Троицы (англ. Trinity Christian High School). В школе Карано играла в женской команде по баскетболу, которую помогла привести к титулу чемпионов штата. Кроме этого Джина увлекалась волейболом и софтболом. После школы поступила в Университет Невады в Рено, где отучилась год, после чего три года училась в том же университете, но уже в Лас Вегасе, специализируясь по психологии, но диплом так и не получила.

## Спортивная карьера
Спортивная карьера Карано началась с муай тай.
В муай-тай Джину Карано привело желание сбросить лишний вес: до этого она была достаточно упитанной девушкой.
Парень Джины Кевин Росс, профессиональный боец муай-тай, вдохновил её заниматься этим спортом.
Проведя 14 боёв (12 побед — 1 поражение — 1 ничья), Карано получила предложение принять участие в первом санкционированном женском бое по смешанным единоборствам в Неваде. Бой проходил под эгидой малоизвестного промоушена World Extreme Fighting, а противником Карано стала Летиция Пестова, которую Джина нокаутировала за 38 секунд.
Следующий бой Карано также прошёл за малоизвестную организацию World Pro Fighting Championships, против Рози Секстон, которая также была нокаутирована. Благодаря яркой победе Карано была приглашена в Strikeforce, более известную организацию, однако, на тот момент, не обладавшую правами показа боёв по общественному телевидению. Карано одержала победу над Еленой Максвелл единогласным решением, после чего выступила в EliteXC, также завоевав победу судейским решением против Джули Кедзи.
Запланированный на 2 июня 2007 года бой против Ян Финни на совместном событии K-1 Dynamite!! и EliteXC не состоялся из-за болезни Карано. Согласно некоторым источникам, Карано, находясь в качестве зрителя на боях World Extreme Cagefighting была госпитализирована из-за обезвоживания.
В сентябре 2007 года Карано вышла против Тони Эвингер, которую сумела победить, проведя удушающий приём, впервые в своей профессиональной карьере.
Следующей соперницей Карано стала бывшая чемпионка HOOKnSHOOT Кайтлин Янг в бою 31 мая 2008 года. За день до боя Карано не смогла уложиться в вес, будучи на два килограмма свыше лимита. Карано согласилась урезать собственный гонорар на 12.5 процента, чтобы бой остался в силе.
Широкую известность Карано получила 4 октября 2008-го, выйдя на бой против Келли Коболд. Бой, равно как и все бои вечера, транслировались по национальному телеканалу CBS.
Ещё до боя ходили слухи, что Карано не впишется в вес, так как за последний год она провела всего один бой и тогда не смогла уложиться в лимит. Джина уверила критиков, что на этот раз она впишется в вес, так как наняла диетолога. Тем не менее, на взвешивании выявился перевес в 1,3 килограмма. Сняв спортивный бюстгальтер, Карано вновь встала на весы, которые показали перевес в 1,1 килограмма. С третьей попытки, сняв всю оставшуюся одежду, Карано, закрываемая полотенцем, смогла вписаться в весовую категорию, показав перевес в пол-килограмма.
Во время боя Кобольд прессинговала Карано, часто входя в клинч и пытаясь перевести бой в партер. В итоге, ей это удалось, однако, раунд подошёл к концу прежде, чем Кобольд сумела воспользоваться преимуществом. Во втором раунде Карано разрывала дистанцию прямыми ударами ног и результативно атаковала руками, нанеся Кобольд глубокое рассечение брови. В третьем раунде Карано чуть было не завершила бой, нанеся точный хай-кик прямо в челюсть Кобольд. Однако, та не потеряла сознание, и бой дошёл до решения, которое было единогласно присуждено Карано. Бой Джина посвятила своему деду.

### Бой с Кристиан Сантос
После того как Strikeforce перекупила активы обанкротившейся ProElite, материнской компании EliteXC, Карано, как и многие другие бывшие бойцы EliteXC, стали выступать под эгидой калифорнийского промоушена. Strikeforce стала первой организацией ММА, поставившей женский бой во главе вечера, выставив против Карано бразильскую специалистку по муай тай и бразильскому джиу-джитсу Кристиан «Киборг» Сантос. Президент Strikeforce, Скотт Кокер, отметил, что несмотря на то, что весовая категория до 66 килограммов в ММА традиционно именуется «полулёгким весом», бой будет проходить за титул чемпионки Strikeforce в лёгком весе.
Карано проиграла бой техническим нокаутом, получив первое поражение в своей карьере ММА. Судья Джош Розенталь остановил бой за секунду до конца первого раунда, когда Карано, лежа на полу, потеряла способность защищаться. Несмотря на поражение, Карано получила за выступление 100 тысяч долларов — самый высокий гонорар для женщины в ММА по состоянию на 2010 год. Для сравнения, её соперница получила 25 тысяч, включая 5-тысячный бонус за победу.
После поражения от Сантос, Карано сконцентрировалась на кинокарьере, и её повторный выход на ринг или в октагон долгое время оставался под вопросом. Следующий бой Карано должен был состояться 18 июня на Strikeforce Grand Prix, но в начале июня было объявлено, что Джина не получила лицензию на бой, так как не прошла медосмотр. Конкретная причина отказа в лицензии неизвестна, тогда как атлетическая комиссия штата отрицает факт запрета боя Джины.

## Проекты

### Компьютерная игра Red Alert 3
Джина появилась в компьютерной игре Command & Conquer: Red Alert 3, где снялась в фотосессиях и видеороликах в роли эффектного советского спецназовца и снайпера, Героя Советского Союза, Наташи Волковой.

## Карьера в телевидении и кино

### Американские гладиаторы
В 2008 году она появилась как «Crush» на NBC шоу American Gladiators. Будучи в проекте, снялась в видеотренировках шоу вместе с Monica Karlson (Jet), Jennifer Widerstrom (Phoenix), Maykl O'Hearn (Titan), Tanoai Rid (Тоа) и Don "Hollywood" Yates (Wolf). DVD был выпущен 16 декабря 2008 года.

### Документальные фильмы
Карано снялась в культовом документальном фильме «Ring Girls» в 2006 году. Основанный на реальных событиях, Ring Girls — это быстро развивающийся рассказ о пяти американских женщинах из Лас-Вегаса, которые ставят перед собой задачу стать лучшими бойцами в мире среди женщин муай-тай. Для этого они едут в Таиланд, чтобы сразиться с лучшими мировыми бойцами-женщинами в тайском боксе.
Вместе с Лизой Кинг в 2007 году Карано выступила в качестве наставника для начинающих женщин бойцов в Oxygen реалити-шоу Fight Girls.
В 2011 году вышел документальный фильм «Я — Брюс Ли» о легендарном актёре Брюсе Ли. Джина рассказывает, что для неё значит личность Брюса Ли и как он повлиял на неё.

### Фильмы
В 2009 году Джина снялась в эпизодической роли в фильме «Кровь и кость». Её героиня Веретта Вендетта дралась в уличном поединке и победила.
Полноценным дебютом в кино стала роль Мэллори Кейн в фильме «Нокаут». Режиссёр Стивен Содерберг видел в главной роли только Джину Карано. Премьера состоялась в 2011 году.
В 2013 году вышел фильм «Форсаж 6», где Джина играет роль члена дипломатической службы безопасности в команде Хоббса (Дуэйн Джонсон).
В сентябре 2012 года Карано подписала контракт на участие в женской версии «Неудержимые».
В июле 2013 года было объявлено, что Джина сыграет в экранизации комикса Avengelyne. Она будет играть падшего ангела, которая была послана на Землю с миссией найти и защитить одного человека, у которого есть ключ для спасения всего человечества от демонов и других злых сил.
В 2013 году вышел новый фантастический сериал «Почти человек» (Almost Human). В следующем 2014 году, вышла 9 серия 1 сезона, под названием «Освобожденный» Unbound, где Джина Карано сыграла робота XRN: Даника (Danica), в качестве специально приглашенной звезды для сериала.
В вышедшем в прокат в 2014 году боевике «Кровавая месть» (в оригинале In the Blood, реж. Дж. Стокуэлл) Карано исполнила главную роль девушки по имени Ава, мстящей преступникам, похитившим её мужа. Режиссёр боевика Джон Стокуэлл («Добро пожаловать в рай!») сказал, что «эта роль будет показывать не только боевые навыки Джины, но и её актёрские способности, как её героиня пытается обуздать своё прошлое».
В 2014 году стартовали съёмки боевика «Скорость: Автобус 657», в котором Карано исполнила роль полицейского.
В 2015 году вышел фильм «Спасение». Джина Сыграла оперативного сотрудника ЦРУ Викторию. В фильме также снимались Брюс Уиллис, Келлан Латс.
В конце того же года она присоединилась к актёрскому составу фильма «Кикбоксер: Возмездие» — перезапуску культовой картины 1989 года с Жан-Клодом Ван Даммом в главной роли. В качестве режиссёра выступил Джон Стоквелл, который ранее уже работал с Карано в боевике «Кровавая месть».
В 2016 году она сыграла в фильме «Дэдпул». Её героиня мутант Ангельская пыль обладает способностью управлять адреналином в своей крови, что дает ей сверхчеловеческую силу в течение небольшого периода времени. Когда она использует свои способности, то на её лице появляются тёмные линии.
В 2018 году вышел фильм «Выжженная земля», в котором Джина играет роль наемницы, охотящейся за преступниками.
В 2019 году вышел сериал «Мандалорец», где Джина играет роль Кары Дюн, бывшего штурмовика Повстанческого альянса, ныне наёмника. В 2020 году Карано вернулась к роли Кары Дюн во втором сезоне «Мандалорца».
В 2021 году студия Lucasfilm решила разорвать отношения с актрисой, после того, как Джина Карано сравнила в TikTok современную политическую ситуацию в США с нацистской Германией.

## Награды
В 2013 году на мероприятии Critics Choice Awards была номинирована на награду за Лучшую женскую роль в экшн-фильмах за роль в боевике «Нокаут» (но проиграла Дженнифер Лоуренс).

## Статистика MMA
| Боёв 8   | Побед 7 | Поражений 1 |
| -------- | ------- | ----------- |
| Нокаутом | 3       | 1           |
| Сдачей   | 1       | 0           |
| Решением | 3       | 0           |

| Результат | Рекорд | Соперник          | Способ                 | Турнир                                    | Дата              | Раунд | Время | Место                     | Примечание                                               |
| --------- | ------ | ----------------- | ---------------------- | ----------------------------------------- | ----------------- | ----- | ----- | ------------------------- | -------------------------------------------------------- |
| Поражение | 7-1    | Кристиана Жустину | TKO (Остановка рефери) | Strikeforce: Carano vs. Cyborg            | Август 15, 2009   | 1     | 4:59  | Сан-Хосе, Калифорния, США | За титул чемпиона Strikeforce среди женщин в лёгком весе |
| Победа    | 7-0    | Келли Коболд      | Единогласное решение   | EliteXC: Heat                             | Октябрь 4, 2008   | 3     | 3:00  | Санрайз, Флорида, США     |                                                          |
| Победа    | 6-0    | Кейтлин Янг       | TKO (Остановка врачом) | EliteXC: Primetime                        | Май 31, 2008      | 2     | 3:00  | Ньюарк, Нью-Джерси, США   |                                                          |
| Победа    | 5-0    | Тоня Эвинджер     | Удушение сзади         | EliteXC: Uprising                         | Сентябрь 15, 2007 | 1     | 2:53  | Оаху, Гавайи, США         |                                                          |
| Победа    | 4-0    | Джули Кэдзи       | Единогласное решение   | EliteXC: Destiny                          | Февраль 10, 2007  | 3     | 3:00  | Саутхэвен, Миссисипи, США |                                                          |
| Победа    | 3-0    | Элайна Максвелл   | Единогласное решение   | Strikeforce: Triple Threat                | Декабрь 8, 2006   | 3     | 2:00  | Сан-Хосе, Калифорния, США |                                                          |
| Победа    | 2-0    | Роузи Секстон     | KO (Удар рукой)        | WPFC 1 — World Pro Fighting Championships | Сентябрь 15, 2006 | 2     | 4:55  | Лас-Вегас, Невада, США    |                                                          |
| Победа    | 1-0    | Лейтиция Пестова  | TKO (Остановка рефери) | WEF — World Extreme Fighting              | Июнь 10, 2006     | 1     | 0:38  | Лас-Вегас, Невада, США    |                                                          |

## Фильмография
| Год       |    | Русское название                         | Оригинальное название          | Роль                   |
| --------- | -- | ---------------------------------------- | ------------------------------ | ---------------------- |
| 2008      | ки | Командуй и завоёвывай: Красная тревога 3 | Command & Conquer: Red Alert 3 | Наташа Волкова         |
| 2009      | ф  | Кровь и кость                            | Blood and Bone                 | Веретта Вендетта       |
| 2012      | ф  | Нокаут                                   | Haywire                        | Мэллори Кейн           |
| 2013      | ф  | Форсаж 6                                 | Furious 6                      | Райли Хикс             |
| 2014      | с  | Почти человек                            | Almost Human                   | Даника                 |
| 2014      | ф  | Кровавая месть                           | In the Blood                   | Эва                    |
| 2015      | ф  | Скорость: Автобус 657                    | Heist                          | Крис Бахос             |
| 2015      | ф  | Спасение                                 | Extraction                     | Виктория Фэйр          |
| 2016      | ф  | Дэдпул                                   | Deadpool                       | Ангельская пыль        |
| 2016      | ф  | Кикбоксер: Возмездие                     | Kickboxer: Vengeance           | Марсия                 |
| 2016      | ф  | Сержант Икс                              | Sergeant X                     | Сержант                |
| 2017      | ф  | Выжженная земля                          | Scorched Earth                 | Гейдж                  |
| 2019—2020 | с  | Мандалорец                               | The Mandalorian                | Кара Дюн               |
| 2019      | ф  | Джей в Голливуде                         | Madness in the Method          | Кэрри                  |
| 2019      | ф  | Дочь волка                               | Daughter of the Wolf           | Клэр                   |
| 2022      | ф  | Смерть в прерии                          | Terror on the Prairie          |                        |
| 2022      | ф  | Мой сын Хантер                           | My Son Hunter                  | агент секретной службы |